# Ibne Bassame
Ibne Bassame (Ibn Bassam Al-Shantarini), poeta e historiador árabo-andalusino nascido em Santarém (Xantarim na altura).